# Yu-Gi-Oh! Zexal: World Duel Carnival
Yu-Gi-Oh! Zexal: World Duel Carnival (Yu-Gi-Oh! Zexal: Gekitotsu Duel Carnival) est un jeu vidéo de type TCG développé et édité par Konami, sorti en 2014 sur Nintendo 3DS.

## Accueil
- Canard PC : Kamoulox/10[Note 1],[1]
- Jeuxvideo.com : 7/20[2]